# Benevento
Benevento este capitala provinciei cu același nume în Campania (Italia).

## Monumente
- Arcul lui Traian din Benevento
- Catedrala din Benevento

## Demografie
Benevento - evoluția demografică

|  | Graficele sunt indisponibile din cauza unor probleme tehnice. Mai multe informații se găsesc la Phabricator și la wiki-ul MediaWiki. |

Date: Recensăminte sau birourile de statistică - grafică realizată de Wikipedia